# امبونویل
امبونویل (به فرانسوی: Ambonville) یک کامین در فرانسه است که در Canton of Doulevant-le-Château واقع شده‌است.

## خصوصیات
امبونویل ۱۴٫۴۷ کیلومترمربع مساحت و ۷۲ نفر جمعیت دارد و ۲۶۵ متر بالاتر از سطح دریا واقع شده‌است.